# 1497

## Události
- 8. července – Portugalský mořeplavec Vasco da Gama vyplul na svou první cestu kolem Afriky do Indie.
- 24. června – Italský mořeplavec John Cabot objevil ostrov Newfoundland.
- měnová reforma v Kastilii
- exkomunikace Savonaroly

### Probíhající události
- 1494–1498 – První italská válka

## Narození
- 26. ledna – Go-Nara, japonský císař († 27. září 1557)
- 16. února – Philipp Melanchthon, německý humanistický učenec, reformační teolog († 19. dubna 1560)
- 16. dubna – Motonari Móri, japonský šlechtic († 6. července 1571)
- 17. dubna – Pedro de Valdivia, španělský conquistador, první guvernér Chile († 24. prosince 1553)
- 5. srpna – Kryštof z Gendorfu, důlní podnikatel, zakladatel města Vrchlabí († 6. srpna 1563)
- ? – Zikmund Hrubý z Jelení, český spisovatel a filolog († 1554)
- ? – Alberto Accarisi, italský gramatik († 1544)
- ? – Beyhan Sultan, osmanská princezna a dcera sultána Selima I. († 1559)
- ? – Gülfem Hatun, druhá manželka osmanského sultána Sulejmana I. († 1562)

## Úmrtí
- 3. ledna – Beatrice d'Este, vévodkyně z Milána (* 29. června 1475)
- 6. února – Johannes Ockeghem , hudební skladatel franko-vlámské školy, zpěvák, sbormistr a učitel (* asi 1410)
- 18. května – Kateřina Woodvillová, anglická šlechtična a vévodkyně z Buckinghamu a Bedfordu (* asi 1458)
- 14. června – Juan Borgia, syn papeže Alexandra VI (* 1476)
- 4. října
  - Benozzo Gozzoli, italský malíř (* 1420 )
  - Jan Aragonský a Kastilský, španělský následník trůnu (* 28. června 1478)
- 7. listopadu – Filip II. Savojský, savojský vévoda (* 5. února 1438)
- 30. listopadu – Anna Marie Sforza, dcera milánského vévody a provdaná ferrarská princezna (* 19. července 1473)
- Mistr Hanuš, hvězdář a matematik na univerzitě pražské, v letech 1467–1497 pražský orlojník (* ?)

## Hlavy států
- České království – Vladislav Jagellonský
- Svatá říše římská – Maxmilián I.
- Papež – Alexandr VI.
- Anglické království – Jindřich VII. Tudor
- Francouzské království – Karel VIII.
- Polské království – Jan I. Olbracht
- Uherské království – Vladislav Jagellonský
- Portugalsko – Manuel I.
- Kastilie – Isabela I.
- Dánsko – Jan I.
- Švédsko – Jan II.
- Rusko – Ivan III.
- Osmanská říše – Bajezid II.